# Centro Histórico de Poxoréu
O Centro Histórico de Poxoréu é um bem tombado localizado no município de Poxoréu, no Mato Grosso.
O povoamente da área onde, hoje encontra-se o município de Poxoréu, começou a partir da década de 1920, quando os primeiros moradores se estabilizaram no local, demarcaram ruas e estabeleceram laços entre os moradores.
O Centro Histórico foi tombado em 2007 através da portaria nº. 015/2007 publicada em 17 de maio daquele ano no Diário Oficial do Estado de Mato Grosso.